# Giuseppe Casoria
Giuseppe Casoria (1 de outubro de 1908 - 8 de fevereiro de 2001) foi um cardeal italiano da Igreja Católica Romana que serviu como prefeito da Congregação para Sacramentos e Adoração Divina de 1981 a 1984, e elevado ao cardinalato em 1983.

## Primeiros anos de vida e sacerdócio
Giuseppe Casoria nasceu em Acerra para Clemente e Maria (solteira) Casoria. Ele foi batizado na catedral de Acerra por pe. Vincenzo Montesarchio; seu padrinho era Vincenzo del Giudice, um amigo da família. Depois de passar sua infância em sua cidade natal, freqüentou o curso de teologia sagrada na Pontifícia Faculdade Teológica do Sul da Itália , o Seminário Pontifício Campano, dirigido pelos jesuítas em Posillipo .  Ele recebeu um doutorado em teologia sagrada em 1930, e foiordenado um sacerdote pelo Bispo Francesco Di Pietro , em 21 de dezembro de 1930.
A professora no seminário de Acerra 1930-1931, Casoria, em seguida, promoveu seus estudos em Roma na Pontifícia Universidade Lateranense , de onde ele obteve um doutorado em filosofia em 1932; no studium da Congregação do Conselho , obtendo um diploma em prática administrativa canônica em 1934; e no Pontifício Ateneu S. Apolinário , doutorando em utroque iuris em 1936. Em 1938, ele também obteve o diploma de advogado da Sagrada Rota Romana.e do Supremo Tribunal da Assinatura Apostólica.
Casoria ensinou no seminário de Potenza - Molfetta (1934-1937) antes de ser chamada à Cúria Romana como oficial da Congregação para a Disciplina dos Sacramentos . Ele foi defensor do vínculo matrimonial na Rota Romana de 1939 a 1952, e tornou-se defensor do vínculo no tribunal eclesiástico da Campânia em 1941 e advogou na Congregação dos Ritos em 1949. Ele recebeu um diploma. na ciência política da Universidade La Sapienza , em 1953.
Em 1956, foi promovido a juiz do Tribunal de Apelações do Vicariato de Roma , referendário prelado da Assinatura Apostólica, e defensor do vínculo e do comissário para causas matrimoniais na Congregação para as Igrejas Orientais . Casoria mais tarde tornou-se consultor da mesma Congregação em 1958, e subsecretário adjunto (1959) e subsecretário (1960) da Congregação para a Disciplina dos Sacramentos. Ele foi feito um prelado votante da Signatura Apostólica em 1962.
Durante o Concílio Vaticano II (1962-1965), ele ofereceu seu trabalho como um perito da comissão preparatória para os sacramentos , servindo depois como escrutinador e perito no próprio Concílio. Mais tarde ele foi nomeado qualificador (1964) e comissário para causas matrimoniais (1966) na Suprema Sagrada Congregação do Santo Ofício .

## Carreira episcopal
Em 9 de abril de 1969, Casoria foi nomeada Secretária da Congregação para a Disciplina dos Sacramentos pelo Papa Paulo VI . Em virtude de seu cargo como Secretário, ele foi posteriormente nomeado Arcebispo Titular do Fórum Novum em 6 de janeiro de 1972. Ele recebeu sua consagração episcopal no dia 13 de fevereiro do próprio Paulo VI, com os cardeais Bernard Alfrink e William. Conway servindo como co-consagradores , na Basílica de São Pedro .
Casoria foi nomeada Secretária da Congregação para as Causas dos Santos em 2 de fevereiro de 1973 e, posteriormente, Prefeito da Congregação para os Sacramentos e Adoração Divina em 24 de agosto de 1981.

## Cardinalizado
O papa João Paulo II criou-o cardeal-diácono de S. Giuseppe em via Trionfale no consistório de 2 de fevereiro de 1983. Participou da VI Assembléia Ordinária do Sínodo dos Bispos do Vaticano de setembro a outubro de 1983. Após atingir a idade compulsória de aposentadoria de 75 anos, Casoria renunciou à prefeitura da Congregação para os Sacramentos e Adoração Divina em 8 de abril de 1984. Ele perdeu o direito de participar de um conclave papal ao atingir 80 anos em outubro de 1988. Mais tarde, ele optou pela ordem dos Cardeais Sacerdotes e sua igreja titularfoi elevado pro illa vice em 5 de abril de 1993.

## Morte
Casoria morreu na Clínica Pio XI em Roma, aos 92 anos. João Paulo II celebrou sua missa fúnebre na Basílica de São Pedro dois dias depois, em 10 de fevereiro de 2001; sua sobrinha e seu marido leem as duas primeiras leituras da liturgia . Durante a homilia, o Papa descreveu Casoria como "uma alma apaixonada por Cristo , a quem sempre tentou imitar como sacerdote, servindo-o com dedicação total em seu trabalho diário pela Igreja". Mais tarde ele foi enterrado no túmulo de sua família em Acerra.